# ايرث باوند
ايرث باوند (بالإنجليزية: "EarthBound")‏ المعروفة باليابان بلعبة مذر 2 (بالإنجليزية: Mother 2) هي لعبة تقمص ادوار يابانية طورت بواسطة شركة كرايتشرز وركة هال لابوراتوري ونشرت بواسطة شركة نينتندو لجهاز سوبر نينتندو إنترتينمنت سيستم عام 1994. في ايرث باوند أنت تلعب كطفل يدعى نيس (Ness) واصدقاؤه الثلاث، تسافرون الأرض من أجل جمع «النغمات الثمانية» اللازمة لهزيمة العدو الفضائي جايجس (Giygas). ايرث باوند هي الجزء الثاني لسلسلة مذر (Mother series) والاولى من السلسلة التي تم نشرها خارج اليابان لعقدين. ايرث باوند تم نشرها في اليابان في أغسطس عام 1994، ويونيو عام 1995 في أمريكا الشمالية.
كانت فترة تطويراللعبة طويلة وامتدت لخمس سنوات. وكان من بين الموظفين العائدين من تطوير مذر1 (Mother 1) أو الاسم الرسمي (EarthBound Beginnings): الكاتب / المخرج شيجيساتو ايتوي والمبرمج الرئيسي ساتورو ايواتا، بالإضافة إلى الملحنين كيشي سوزوكي وهيروكازو تاناكا (Hirokazu Tanaka). قام سوزوكي وتاناكا بجمع مجموعة متنوعة من الأساليب الشعبية والغريبة إلى موسيقى اللعبة، بما في ذلك موسيقى السالسا والريغي وموسيقى الدب الالكترونية، وعزفوا ما يكفي من الموسيقى لملئ قرصين مضغوطين. لم يعمل معظم الموظفين الآخرين على لعبة مذر 1، وتعرضت اللعبة لتهديدات متكررة بالإلغاء حتى التحق ساتورو إيواتا بالفريق. كان من المقرر بالاصل أن تصدر اللعبة في يناير 1993، لكن تم الانتهاء منها حوالي شهر مايو 1994.
تمحورت اللعبة حول موضوع مميزلثقافة أمريكانا والثقافة الغربية، غيرت ايرث باوندتقاليد لعبة الأدوار الشائعة من خلال عرض عالم حقيقي بدل من السحري والسخرية من العديد من المظاهر المنتشرة لهذا النوع من الألعاب. أراد شيجيساتو ايتوي أن تصل ايرث باود إلى غير المهتمين بالعاب الفيديو أيضا عن طريق لهجة اللعبة السخيفة واللطيفة، على سبيل المثال، يستخدم اللاعب غرض يدعى «ماحي القلم» ("Pencil Eraser") لإزالة تمثال قلم رصاص يمنعه من التقدم في اللعبة، وهناك أيضا تجارب هلوسة داخل اللعبة، ومقاتلة كومة من القيء (زعيم في اللعبة)، وسيارات الأجرة (وحش)، واحبال قادرة على المشي (وحش). عند إصدارها في الولايات المتحدة، تم تسويق ايرث باوند بحملة ترويجية بقيمة مليوني دولار أعلنت بسخرية على ان «هذه اللعبة نتنه». المترجم الذي ترجم اللعبة من الياباني إلى الإنجليزي ماركوس ليندبلوم اعاد كتابة النكت والفكاهة الأصليتين للإصدار الأمريكي للعبة لتتوافق مع اللغة الإنجليزية مع إضافة نكات وتلميحات خاصة تتناسب مع ثقافة البوب الغربية. تم تغيير عنوان اللعبة من مذر 2 إلى ايرث باوند لتجنب ارتباك اللاعبين الامركيين لان مذر الأولى لم تصدر في الولايات المتحدة حين ذاك.
قام النقاد الاوائل الذين جربوا ايرث باوند باعطائها مدح خفيف في الولايات المتحدة، حيث باعت اللعبة نصف عدد النسخ التي باعتها في اليابان. يعزو النقاد ذلك إلى مجموعة من الرسومات البسيطة للعبة، وحملتها التسويقية الساخرة، وقلة الاهتمام بالسوق من هذا النوع. في السنوات التي تلت ذلك، نشأ منتدى خاص لمحبي سلسلة مذر بالاخص ايرث باوند الذين كان لهم ولاء كبير لها. ابتداءً من عام 1999، أصبح نيس (Ness) البطل في ايرث باوند واحد من الشخصيات في سلسلة ألعاب الفيديو Super Smash Bros. والذي ساعد على انتشار ايرث باوند. بحلول عام 2000، أصبحت ايرث باوند بمثابة «شيء مقدس لمهوسي اللعبة»،  مع العديد من استطلاعات القراء والنقاد الذين صنفوها كأحد أعظم ألعاب الفيديو في كل العصور. تم إصدار خاتمة سلسلة مذر في اليابان فقط، مذر 3 (Mother 3) أو (Earthbound 2)، لجيم بوي أدفانس في عام 2006. في عام 2013، تم منح ايرث باوند إصدارًا عالميًا على وحدة وي يو (Wii U Virtual Console) بعد سنوات عديدة من الضغط على نينتدنو من قبل المعجبين، وتم اصدراها لأول مرة في العديد من المناطق بما في ذلك أوروبا.

## اللعب
تتميز ايرث باوند بالعديد من عناصر العاب تقمص الأدوار التقليدية: يتحكم اللاعب في مجموعة من الشخصيات التي تنتقل عبر العالم ثنائي الأبعاد للعبة المتألف من قرى ومدن وكهوف وحصون. على طول الطريق، يحارب اللاعب المعارك ضد الأعداء وتتلقى المجموعة نقاط خبرة عند الانتصار. إذا تم الحصول على نقاط خبرة كافية، فسوف يرتفع مستوى خبرة الشخصية. يزيد هذا بشكل عشاوئي من سمات الشخصية، مثل الهجوم والدفاع والحد الأقصى لنقاط الحياة (HP) ونقاط السحر (PP) لكل شخصية. بدلاً من استخدام خريطة عالم مثل معظم العاب تقمص الادوار من عصرها، العالم في ايرث باوند سلس تماما، بمعنى ان ليس هناك وجود اختلافات بين المدن والعالم الخارجي فهي نفس الشيء.  عنصر آخر غير تقليدي هو المنظور المستخدم للعالم. تستخدم اللعبة إسقاطًا مائلًا أي رئية مائلة للعالم، بينما تستخدم معظم العاب تقمص الادوار ثنائية الابعاد طريقة عرض «من أعلى لأسفل» على شبكة أو منظور متساوي القياس. 
على عكس سابقتها من العاب تقمص دوري، لا تستخدم ايرث باوند التلقاءات اعداء عشوائية، بل يكون الاعداء ظاهرين في العالم. عندما يحدث اتصال جسدي بين شخصية وعدو، تذوب الشاشة إلى وضع المعركة. في القتال، تمتلك الشخصيات والأعداء كمية معينة من نقاط الحياة. ضربات للعدو تقلل من كمية نقاط الحياة لديه. بمجرد وصول نقاط حياة العدو إلى الصفر، يتم هزيمة هذا العدو. إذا تم هزيمة نوع معين من العدو، فهناك فرصة أن تتلقى الشخصية غرضا بعد المعركة. في المعركة، يُسمح للاعب باختيار فعل محددة لشخصياتهم. يمكن أن تشمل هذه الافعال الهجوم، والشفاء، والتجسس (تكشف عن نقاط الضعف والقوة الخاصة بالعدو)، والنسخ المتطابق (محاكاة عدو معين)، والهرب. يمكن للشخصيات أيضًا استخدام هجمات PSI (هجمات سحرية / عقلية) الخاصة التي تتطلب PP (نقاط سحرية / عقلية). بمجرد تعيين هجمة عقلية لكل شخصية، تؤدي الشخصيات والأعداء الافعال التي حددوها بترتيب محدد، محددة بسرعة الشخصية، فالشخصية الاسرع سواء كانت اللاعب ام العدو يهاجم اولا. عندما تتعرض شخصية ما للضرب، «تتدحرج» نقاط الحياة تدريجياً، هذا يتيح الشخصيات الشفاء أو الفوز في المعركة قبل أن تصل نقاط الحياة إلى الصفر، لكن في حالة وصول نقاط حياة شخصية إلى الصفر فان الشخصية تفقد الوعي. إذا فقدت جميع الشخصيات وعيها، تنتقل اللعبة إلى شاشة نهاية اللعبة، وتسأل عمّا إذا كان اللاعب يريد المتابعة. رد إيجابي يعيد نيس، واعٍ، إلى آخر هاتف اتصل فيه مع والده منه (اتصال نيس مع والده هي طريقة حفظ تقدمه في اللعبة)، مع نصف المال الذي كان معه وقت هزيمته، ومع أصدقاءه في الفريق لا يزالون فاقدين للوعي. لأن المعارك ليست عشوائية، يمكن الحصول على مزايا تكتيكية. إذا هاجم اللاعب العدو من الخلف (المشار إليه بواسطة دوامة خضراء شفافة تملأ الشاشة)، يتم إعطاء اللاعب أولوية الضربة الأولى. ومع ذلك، ينطبق هذا أيضًا على الأعداء الذين يمكنهم أيضًا مهاجمة اللاعب من الخلف (في هذه الحالة، تكون الدوامة حمراء) ويحصل العدو إلى اولوية في الهجوم. يشار إلى أولوية محايدة بواسطة دوامة زرقاء. بالإضافة إلى ذلك، كلما أصبح نيس وأصدقاؤه أقوى، تُربح المعارك تلقائيا ضد الأعداء الأضعف، متجاهلة المعركة نفسها، وسوف تبدأ الوحوش الأضعف بالفرار من نيس وأصدقائه بدلاً من مطاردتهم، لانهم خائفين منهم.
يتم استلام النقود بشكل غير مباشر من والد نيس، الذي من خلال الاتصال به يحفظ نيس تقدمه في اللعبة. في كل مرة يفوز فيها نيس معركة، يودع والد نيس نقودا في حساب بنكي يمكن نيس ان يسحب منه النقود بواسطة أجهزة الصراف الآلي. في المدن، يمكن للاعبين زيارة المتاجر المختلفة حيث يمكن شراء الأسلحة والدروع والاغراض. يمكن ارتداء الأسلحة والدروع لزيادة قوة الشخصية والدفاع، بشكل متوسط. بالإضافة إلى ذلك، يمكن استخدام الاغراض لعدد من الاشياء، مثل الشفاء، وزيادة سرعة شخصية. تحتوي المدن أيضًا على العديد من المرافق المفيدة الأخرى مثل المستشفيات حيث يمكن علاج اللاعبين فاقدي الوعي مقابل رسوم.

## القصة
تقع احداث ايرث باوند في العام 199X مباشرة بعد احداث الجزء الأول في بلد يسمى إيغل لاند، الذي يمثل إلى حد كبير أمريكا في العالم الواقعي. اللاعب يبدأ التحكم بصبي يدعى نيس حيث يستيقظ ليلا اثر اصطدام نيزك بالقرب من منزله، يقوم بالخروج للتحقق من امر النيزك مع اخ جاره بيكي. يكتشف نيس ان هناك كائن فضائي غامض ظهر في الجزء الأول يدعى جايجس (Giygas) قام بنشر تأثير سلبي على الأرض حيث حولت الكراهية والافكار السلبية المخزنة في جايجس الناس والحيوانات وحتى بعض الاشياء الجامدة على سطح الأرض إلى كائنات خارقة تستخدم قدرة تسمى بالPSI. يظهر مخلوق صغير يشبه النحلة من النيزك يسمى باز باز يخبر نيس انه قد اتى من المستقبل من عشر سنين ليخبره ان عليه ان يجمع النغمات من الملاجئ الثمانية.
بعد مدة قصيرة وفي منزل جاره تقوم ام بيكي وبوكي بقتل باز باز ضنا منها انها نحلة دخلت للمنزل، ينفس باز باز كلماته الاخيرة معطيا لنيس حجر الصوت الذي يتم فيه جمع النغمات الثمانية ليقوم نيس فيما بعد بتحرير «عقله» ويصبح قادرا على التغلب على جايجس، ومن هنا تبدأ مغامرة نيس لجمع النغمات الثمانية اللتي يلتقي خلالها بكل من بولا، فتاة سايكولوجية لها قدرة PSI انقذها نيس من جماعة دينية تعبد اللون الازرق يسمون مذهبهم بالسعادية (Happy Happyism)، وجيف عبقري مخترع يهرب من اكاديمته ويركب كبسولة ابيه الطائرة فينتهي به الامر إلى الكهف الذي علق فيه كل من نيس وبولا، وبو صاحب مهارات الفنون القتالية يلبي النداء الذي جاءه اثناء تمرينه على فن الللا شي (Mu training).

## روابط خارجية
- ايرث باوند على موقع IMDb (الإنجليزية)